# Butheolus villosus
Espèce
Butheolus villosus est une espèce de scorpions de la famille des Buthidae.

## Distribution
Cette espèce est endémique d'Arabie saoudite. Elle se rencontre vers Khashm Dhibi.

## Description
La femelle holotype mesure 34,80 mm.

## Publication originale
- Hendrixson, 2006 : « Buthid scorpions of Saudi Arabia, with notes on other families (Scorpiones: Buthidae, Liochelidae, Scorpionidae). » Fauna of Arabia, vol. 21, p. 33-120.